# My Wszyscy
My Wszyscy, Kullanu, Kulanu (hebr. כולנו) – izraelska partia polityczna o charakterze centrowym założona przez Mosze Kachlona. Założona przed przedterminowymi wyborami parlamentarnymi w 2015 roku, zdobyła w nich 10 mandatów stając się piątą siłą w Knesecie.
W maju 2015 roku Kullanu poparło nowy rząd Binjamina Netanjahu i wraz z Likudem oraz partiami Zjednoczony Judaizm Tory, Żydowski Dom i Szas weszło w skład nowej koalicji rządzącej. Mosze Kachlon został ministrem finansów, niebędący posłem Awi Gabbaj objął urząd ministra ochrony środowiska, zaś Jo’aw Galant ministra mieszkalnictwa i budownictwa.
W wyborach parlamentarnych w kwietniu 2019 roku ugrupowanie zajęło 10 miejsce zdobywając 152 568 głosów (3,54%). Przełożyło się to na 4 mandaty w Knesecie XXI kadencji.
28 lipca Ro’i Folkman zrezygnował z ubiegania się o mandat poselski do 22. Knesetu, ponieważ nie chciał stratować we wrześniowych wyborach z listy Likudu. 31 lipca posłowie Mosze Kachlon i Eli Kohen przeszli do Likudu, ogłaszając start posłów Kulanu z listy Likudu. Również Jifat Szasza-Bitton, która została w Kulanu znalazła się na przyszłej liście wyborczej Likudu.

## Działacze
W 2015 z listy Kullanu do parlamentu weszli: Mosze Kachlon, Jo’aw Galant, Eli Alalluf, Micha’el Oren, Rachel Azarja, Tali Ploskow, Jifat Szasza-Bitton, Eli Kohen, Ro’i Folkman oraz Meraw Ben-Ari.